# 暗鳞鳞毛蕨
暗鳞鳞毛蕨（学名：Dryopteris atrata）为鳞毛蕨科鳞毛蕨属下的一个种。